# Ланье, Джарон
Джарон Ланье (англ. Jaron Zepel Lanier, род. 3 мая 1960, Нью-Йорк, США) — учёный в области визуализации данных и биометрических технологий, автор термина «виртуальная реальность». Футуролог, популяризатор, композитор, концептолог, философ, диджерати. Энциклопедия Британника включила его в список 300 крупнейших изобретателей в истории человечества.

## Биография
Родился в Нью-Йорке в семье эмигрантов — евреев из Европы, пианистки и учёного-писателя, переехавших в город Мезилья в штате Нью-Мексико. Мать пережила нацистский концлагерь в Вене, а семья его отца эмигрировала из Украины, спасаясь от погромов. В возрасте 9 лет потерял мать (погибла в автокатастрофе).
В возрасте 13 лет смог поступить в Университет Нью-Мексико, где встречался с Минским и Томбо. В 1975 году получил исследовательский грант Национального научного фонда на изучение математической нотации, в 1979 году — грант на исследование обучающих видеосимуляторов.
С 1980 года занимался разработкой видеоигр. В 1983 году стал звукоинженером-композитором и разработчиком фирмы Atari, участвовал в разработке игры Moondust. В 1984 году опубликовал в Scientific American статью о визуальном языке программирования, в том же году совместно с бывшим коллегой по Atari Томасом Циммерманом (англ. Thomas G. Zimmerman) основал фирму VPL Research (от англ. visual programming language). Компании удалось заполучить контракт NASA на исследования в сфере «наглядной коммуникации», максимальный годовой оборот фирмы составлял $6 млн, однако в 1990 году компания обанкротилась.
В 1990-е годы преподавал в Колумбийском университете, школе искусств Нью-Йоркского университета, был главным научным сотрудником проекта «Интернет2» (1997—2001). В 2001—2004 годы — научный консультант Silicon Graphics. В начале 2000-х годов, исследуя проблематику баз данных, пришёл к выводу о необходимости специфической визуализации сложных моделей, например в виде виртуальных городов, полученных проецированием данных на трёхмерное пространство.
В 2006—2009 годы — сотрудник Microsoft Research, работал над проектом Kinect. В 2010 году включён в список Time 100 — «ста наиболее влиятельных людей года».